# Консьержери
Консьержери́ (фр. La Conciergerie) — бывший королевский замок и тюрьма в самом центре Парижа в 1-м его округе, на западной оконечности острова Сите недалеко от собора Парижской Богоматери. Замок Консьержери является частью комплекса Дворца правосудия (фр. Palais de Justice), в котором до сих пор находятся муниципальные службы, суд, прокуратура. Этот комплекс занимает чуть ли не половину острова Сите. Сегодня дворец представляет собой разнородный архитектурный ансамбль с элементами, построенными с XIII по XX вв.
Со времен Капетингов сохранилось два здания: королевская часовня Сент-Шапель и Консьержери. Оба эти архитектурных памятника являются музеями.
Сотни заключённых во времена Французской революции были брошены в Консьержери и затем казнены.

## История королевского замка

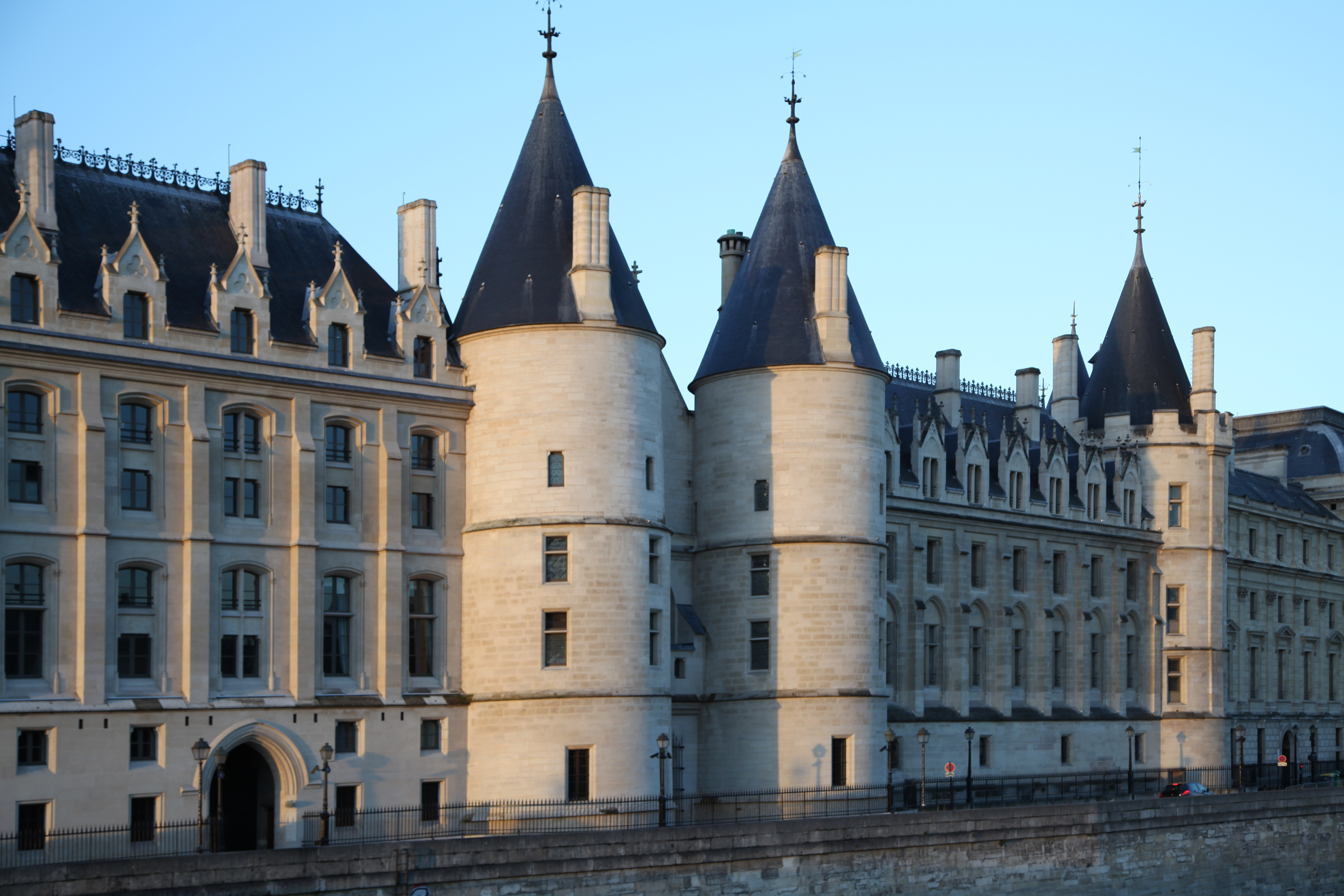

В VI веке (вероятно, в 508 году) король франков Хлодвиг I выбрал остров Сите для возведения дворца, и впервые Париж стал официальной резиденцией короля. Он прожил в нём до своей смерти в 511 году. В эпоху династии Каролингов центр империи переместился на восток; монархи забросили свой дворец, и город опустел.
В конце X века Гуго Капет (первый король династии Капетингов) разместил во дворце совет и администрацию. Таким образом, замок стал резиденцией французских королей, а столицей короля Франции снова сделался Париж, тогда как при последних Каролингах ею был Лан. В течение четырёх веков Капетинги трудились над преобразованием своей крепости.
Сын Гуго Капета Роберт II Благочестивый (972—1031), женившись на Констанции Арльской (третья жена), женщине амбициозной, родившей королю девять детей, решил увеличить королевский замок. Он пристроил к стенам потерны. На северо-востоке замка построил Королевский Зал, где заседала Курия (Большой королевский совет), на западе — Королевскую палату. На том же месте, где Людовик IX воздвигнет Сент-Шапель, Роберт велел поставить часовню Сен-Никола, поскольку старинную королевскую часовню его отец пожаловал монахам ордена Св. Маглуара.
Людовик VI Толстый (1081/1078 − 1137) и его друг аббат Сугерий из монастыря Сен-Дени делали всё, чтобы могущество церкви поставить на служение монархии и усмирить вассалов. Осаждаемый сеньорами, король укрепил стены с западной стороны крепости, снес старинный донжон и построил мощную башню 11,70 м в диаметре со стенами 3-метровой толщины, которая получила в XVI в. имя «Монтгомери» и простояла до XVIII века.
Людовик VII Молодой (или Младший) (1120—1180) увеличил королевские покои и пристроил к ним молельню, нижняя часовня которой впоследствии станет часовней Консьержери.
Филипп II Август (1165—1223) — воинственный король — стал новатором в области военной архитектуры; при помощи целой когорты инженеров, лично наблюдая за ходом работ, он застроил весь королевский домен крепостями, защитив их башнями и донжонами. Дворец в Сите становился центром власти. В 1187 г. Филипп II Август принимает в замке Ричарда Львиное Сердце, в 1193 справляет свадьбу с Ингеборгой Датской, и в королевских грамотах впервые упоминается о «консьерже», получающем жалование за выполнение «малого и среднего правосудия» на дворцовой территории. Кроме того, по свидетельству летописца и врача Ригора (Rigord), Филипп II приказал замостить зловонные топи вокруг дворца, запах которых ему докучал.

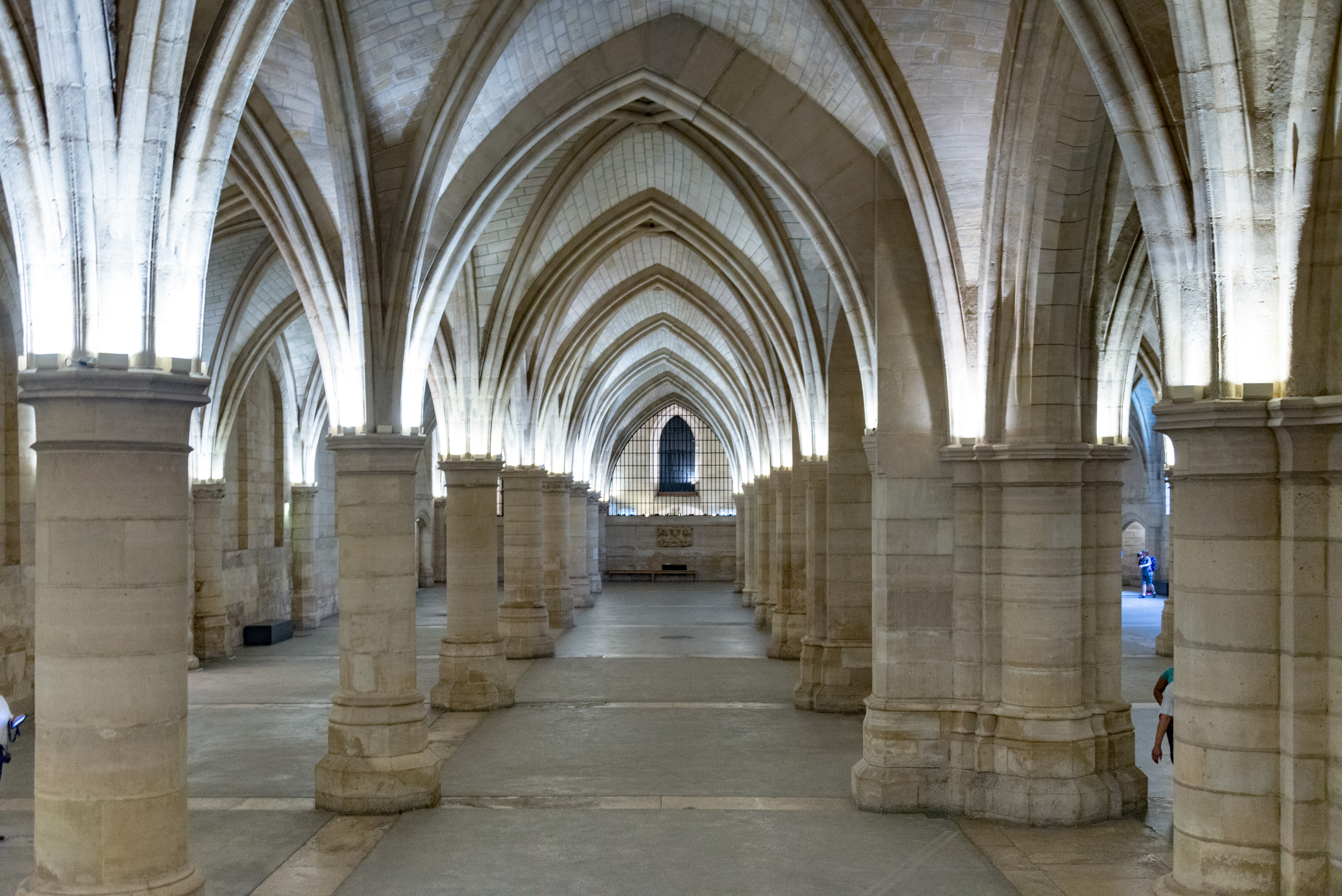

Людовик IX Святой (1214—1270) будучи добродетельным, не был лишен честолюбия. Он задался целью стать светочем Западно-христианского мира и в 1239 г. приобрёл святые реликвии Страстей Господних, выставил их во дворце, специально построив для них в рекордные сроки (1242—1248) роскошный реликварий — часовню Сент-Шапель. Для них же возведена Сокровищница Хартий; галерея де Мерсье, соединившая верхнюю часовню дворца с королевскими покоями; «Зала на Водах», служившая для проведения церемоний. Постепенно замки-крепости утрачивают оборонительную роль и становятся местом обитания. Отныне королевская обитель должна соответствовать требованиям комфорта и роскоши.
В XIV веке, при Филиппе IV Красивом (1268—1314), крепость превратилась в самый роскошный дворец в Европе. Филипп поручил коадъютору королевства Французского (главный правитель) Ангеррану де Мариньи (будущему узнику Консьержери) строительство дворца, новый вид которого стал бы отражением королевского величия. Кроме того, перед коадъютором стояла задача сделать замок как можно более просторным, чтобы в нём поместились административные службы. Для этого экспроприировали много домов, стоявших близко к дворцу. Были построены: Следственная Палата, башня Цезаря, Серебряная башня, галерея для перехода в башню Бонбек, новая крепостная стена на юге, Счётная Палата напротив Сент-Шапель… На месте Королевского Зала возведён Большой Зал, много просторнее первого. В нём поставили огромный стол из чёрного мрамора, привезённого из Германии, стены обшили деревянными панелями, а на каждой из опорных колонн стояли созданные Эврардом Орлеанским полихромные статуи королей Франции.
Иоанн II Добрый (1319—1364) последним приложил руку к средневековому дворцу: надстроил этажи над галереей де Мерсье для дворцовой челяди, выстроил здание для кухонь, квадратную башню (Часовая башня), на которой его сын Карл V Мудрый в 1370 году поместил первые городские часы.
В конце XIV века завершилась история королевского дворца. В 1358 г. произошло народное восстание под руководством парижского прево Этьена Марселя. Воспользовавшись отсутствием короля Иоанна II, пленённого англичанами, он организовал убийство двух его советников, причём на глазах у будущего короля Карла V. Став королём, Карл V покинул замок и остров Сите, устроив резиденцию в особняке Сен-Поль, а затем в Лувре.

## История Дворца Правосудия

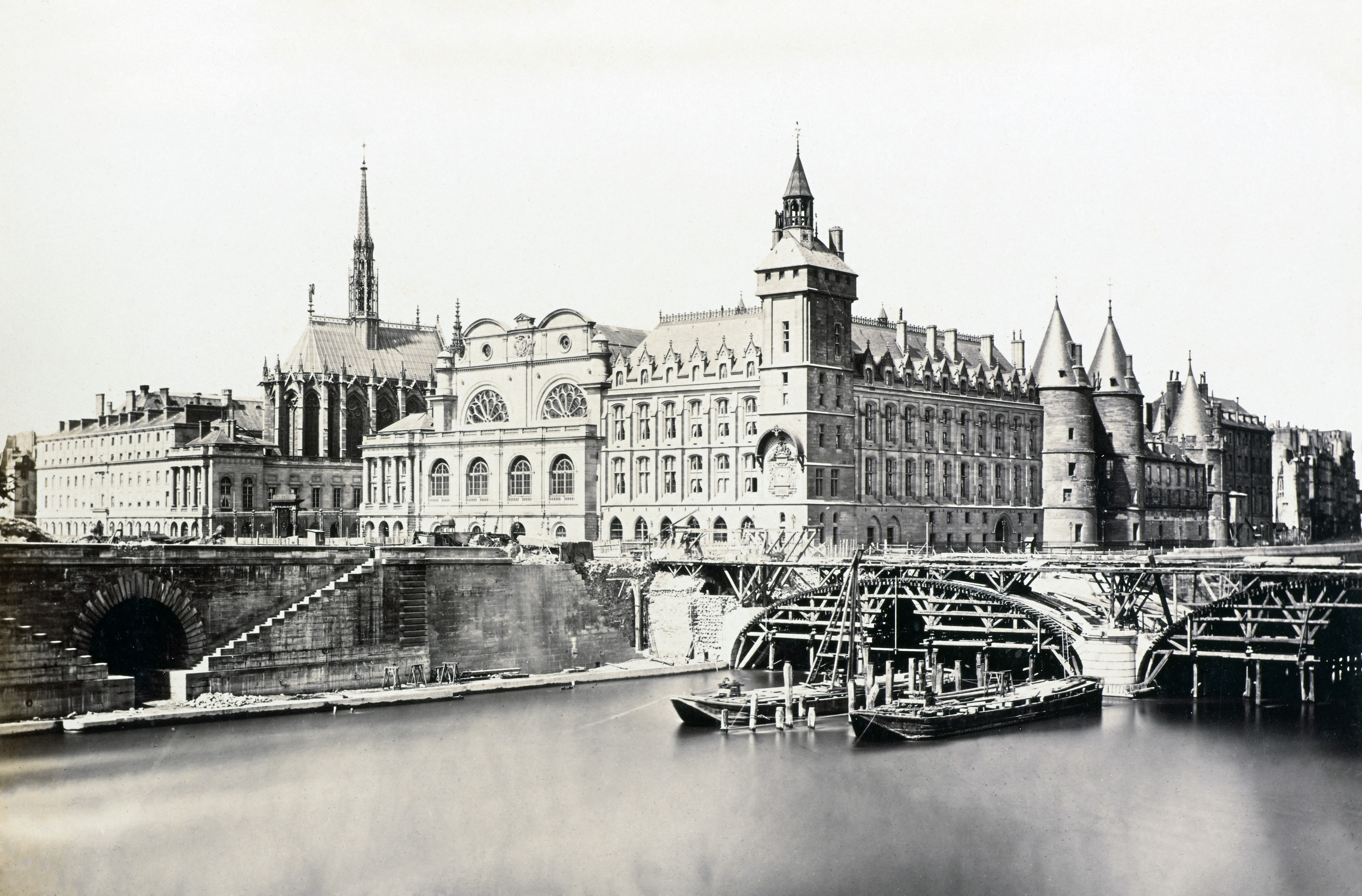
Консьержери и мост Менял, 1860 год

Утратив роль резиденции короля, дворец в Сите превращается во Дворец Правосудия.
Название «Консьержери» обозначало то частный особняк консьержа, то тюрьму при судебных органах. Покидая дворец, король доверял его охрану консьержу. Столь важную должность могли занимать только очень влиятельные особы высокого ранга, в числе которых была королева Изабелла Баварская. При Консьержери внутри дворцовых стен во все времена имелось тюремное помещение. В конце XIV века, когда соседняя тюрьма в Шатле оказалась переполненной, некоторых узников перевели в камеры дворца. В 1391 году здание стало официальной тюрьмой. В ней содержались и политические заключённые, и мошенники, и убийцы.
После вынесения приговора осуждённых вывозили на место казни, на Гревскую площадь (ныне площадь Отель де Вилль), завернув по пути к Нотр-Даму, где на паперти должно было прозвучать публичное покаяние.
Условия, в которых жили преступники, целиком и полностью зависели от их благосостояния, статуса и связей. Состоятельные и важные сидели в одиночной камере с кроватью и столом, им разрешалось читать и писать. Менее обеспеченные могли оплатить камеру с очень простой мебелью: жёсткая койка и может быть даже стол. Такие камеры назывались пистолями (пистоль — любая старинная золотая европейская монета). Самые бедные спали на сене в сырости, темноте, а на стенах и полу кишели паразиты. Такие конуры назывались «oubliettes» (фр. Богом забытое место). В этих условиях люди долго не жили, умирали сами от болезней.
Три башни Консьержери сохранились со средневековых времен: Цезарь, названная в честь римского императора; Серебряная башня, в которой хранились королевские сокровища; и Бонбек (фр. Bonbec — «хороший клюв»), которая получила это имя из-за того, что в ней находились камеры пыток и оттуда доносилось «пение» жертв.
Многочисленные пожары обрушивались на дворец. Самым разрушительным оказался пожар 1618 года, когда за одну ночь в огне погибли огромные помещения, была уничтожена вся лепнина, все скульптуры, роспись плафонов Зала потерянных шагов, многие документы. В 1630 году пламя объяло Сент-Шапель, и её чудом удалось спасти. Королевские покои, галерею де Мерсье, Большой подъезд на Мощную башню, галерею торговцев, бывшую когда-то самым оживлённым местом Парижа, разрушил пожар 1776 года. Реконструкцию поручили архитекторам Жаку Дени Антуану, Гийому Мартину Кутюру и Демезону. Они снесли Сокровищницу Хартий, восточную стену дворца, башню Монтгомери и построили современный фасад Дворца Правосудия, галерею Сент-Шапель, новые тюремные камеры, часовню при Консьержери на месте молельни XII в.
Накануне Революции борьба за власть между парламентом и королём Людовиком XVI стала походить на театральное действие. 5 мая 1788 г. парламентарии заперлись во дворце, отказавшись выдать двух человек, за которыми послал Людовик XVI. В 1789 г. Конституанта (Учредительное собрание) приняла решение о роспуске парламента на неопределённый срок. В 1790 Жан Сильвен Байи, мэр Парижа, опечатал двери дворца. В 1792 монархия пала. Революционный трибунал, учреждённый в марте 1793 года, расположился в Больших королевских покоях. В июле Робеспьер вступил в комитет Общественного Спасения с программой, основанной на добродетели и терроре. «Закон о подозрительных» приказывал арестовывать всех врагов Революции, признавших свою вину или только подозреваемых в антиреволюционных взглядах.
С 1793 по 1794 годы более 2700 человек предстали перед Фукье-Тенвилем, государственным обвинителем Трибунала, среди которых были королева Мария-Антуанетта и Робеспьер. В 1794 году свидетели и защитники были отменены, каждый день несколько десятков узников отправлялись на гильотину. Трибунал был распущен в мае 1795 года после падения Робеспьера.

### Узники
По злой иронии судьбы одним из первых узников Консьержери оказался Ангерран де Мариньи (тот самый, которому Филипп Красивый поручил строительство нового дворца). При наследнике Людовике Х Сварливом он впал в немилость и был казнён в 1314 году.
Граф Габриэль де Монтгомери, смертельно ранивший Генриха II, через несколько лет оказался в Консьержери за то, что примкнул к движению Реформации и противостоял Карлу IX. Казнён в 1574 году.
Религиозный фанатик Франсуа Равальяк попал в тюрьму через два дня после убийства Генриха IV, его пытали «сапогами»-колодками. После суда его подвергли публичным пыткам, а затем четвертовали с помощью четырёх лошадей.
Знаменитая отравительница Мари-Мадлен д’Обре, маркиза де Бренвилье в 1676 году подвергнута пытке водой, обезглавлена на Гревской площади.
Отчаянный разбойник Картуш сидел в башне Монтгомери, выдержал пытки сапогами, но перед колесованием выдал своих сообщников, в том числе и из дворянской знати. Был обезглавлен в 1721 году.
Страшные пытки вынес при четвертовании Робер-Франсуа Дамьен за покушение на убийство Людовика XV.
Графине де Ламотт за мошенничество и историю с «Ожерельем королевы» после суда калёным железом выжгли «V» (фр. voleur — вор), публично наказали розгами и отправили в тюрьму Сальпетриер, откуда она сбежала.
Именно здесь находилась в заточении перед казнью Мария-Антуанетта.
Консьержери имела репутацию самой суровой тюрьмы. Во времена революционного Террора камеры вмещали несколько сотен заключённых, которые содержались в ужасных условиях. До 1794 года «подозрительные» заключались в одних камерах с осуждёнными за обычные уголовные преступления. После объявления вердикта приговорённые к смертной казни могли устроить последнее пиршество.
В 1868 году было построено современное здание Дворца правосудия, где до сих пор и располагаются французские судебные учреждения.

### Судебные процессы
Судебные процессы во Франции публичны и нередко привлекают многочисленную публику. Самые громкие процессы во Дворце правосудия:
- 1880 год — процесс над Сарой Бернар за то, что она разорвала пожизненный контракт с Комеди Франсез;
- 1893 год — Панамский скандал;
- 1898 год — политический процесс над Эмилем Золя за его прославленный памфлет «Я обвиняю»;
- 1906 год — осуждение Дрейфуса;
- 1917 год — обвинена в шпионаже и приговорена к смертной казни танцовщица и шпионка Мата Хари;
- 1932 год — за убийство французского президента Поля Думера осуждён на смерть русский эмигрант Павел Горгулов;
- 1945 год — суд над маршалом Петеном за коллаборационизм.